# 요시이 가나코
요시이 가나코(일본어: 吉井 歌奈子, 1978년 7월 13일 ~ )는 일본의 방송인이다.

## 학력
- 메이지 대학

## 경력
- 도카이TV 아나운서

## 진행 프로그램
- NHK BS1 Hot@Asia